# 理查德·福克斯

纹章

理查德·福克斯（Richard Foxe，有时也拼写为Richard Fox；约1448年—1528年10月5日）是一名英格兰主教，曾任埃克塞特主教、巴斯和威尔斯主教、达勒姆主教、温彻斯特主教，当过掌玺大臣，此外也是牛津大学基督圣体学院的创建人、剑桥大学彭布罗克学院院长、剑桥大学校监。